# Édouard Michel-Lançon
Édouard Michel-Lançon, né le 20 octobre 1854 à Besançon et mort le 18 mars 1931 à Paris, est un peintre français.

## Biographie
Édouard Clotaire Léon Michel est le fils d'Antoine Émile Michel, horloger, et de Jeanne Pierrette Justine Lançon. 
En 1874, il se déclare aux autorités militaires employé d'architecte.
Élève de Édouard Baille, d'Henri Lehmann et de Jules Machard, il concourt pour le prix de Rome en 1881 et débute au Salon à partir de 1887.
Il devient également graveur et décorateur.
Il meurt en 1931, puis est inhumé dans la caveau maternel.
Le musée des Beaux-Arts et d'Archéologie de Besançon conserve une quinzaine d'oeuvres de cet artiste (peintures, dessins, projets de décors pour des mairies)